# Jean-Bedel Bokassa
Jean-Bedel Bokassa, noto anche come Salah Eddine Ahmed Bokassa (Bobangi, 22 febbraio 1921 – Bangui, 3 novembre 1996), è stato un politico e militare centrafricano, presidente della Repubblica Centrafricana (dal 1º gennaio 1966 al 4 dicembre 1976) e poi imperatore dell'Impero Centrafricano (fino al 21 settembre 1979) col nome di Bokassa I.

## Biografia

### Primi anni
Bokassa (“figlio del macellaio” in lingua bantù) nacque a Bobangi, nella colonia francese dell'Ubangi-Sciari, oggi Repubblica Centrafricana. Il padre si chiamava Mindogon Mbougdoulou, era un capovillaggio ed insieme alla moglie Marie Yokowo ebbe dodici figli, che trascorsero l'infanzia nel borgo di M'Baka situato nella prefettura di Lobaye, a circa 80 chilometri a sud ovest di Bangui.

La corona imperiale di Bokassa I

Nel 1927, Mbougdoulou, ascoltando i consigli del "santone" Karnu, decise di resistere alla dominazione francese: sconfitto, venne brutalmente ucciso il 13 novembre dello stesso anno e una settimana dopo anche la madre di Bokassa decise di suicidarsi perché incapace di sopportare il dolore della perdita del coniuge. Rimasto orfano, i suoi parenti decisero di assicurargli l'iscrizione in una scuola di missionari cattolici.

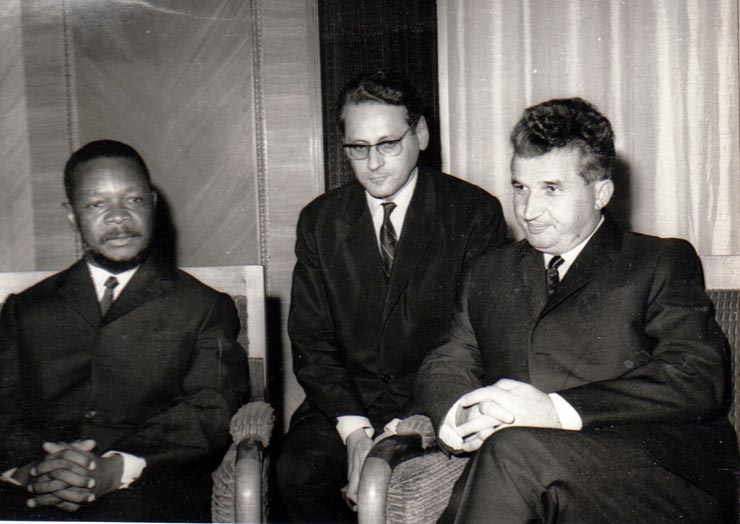
Jean-Bedel Bokassa (a sinistra) nel 1970 insieme a Nicolae Ceaușescu (a destra)

Si impegnò ad imparare bene la lingua francese ed un suo insegnante, vedendo che era molto attaccato ad un libro di grammatica scritto da Jean-Baptiste de La Salle (il cui cognome veniva comunemente abbreviato BDL) decise di chiamare il ragazzo Jean-Bedel (trascrizione fonetica francese della predetta abbreviazione). I suoi istitutori tentarono finanche di instradarlo verso l’ordinazione sacerdotale, ma ben presto desistettero in quanto non ravvisarono in lui né la cultura né la bontà d'animo per poter intraprendere il ministero pastorale cattolico: in ogni caso, Bokassa riuscì ad ottenere il diploma.
Dopo aver lavorato come cuoco a Brazzaville (e aver finanche progettato di emigrare in Francia per aprire un caffè a Fréjus) il 19 maggio 1939 si arruolò volontario (su suggerimento di suo nonno M'Balanga) nelle "Troupes coloniales" francesi. Iniziò così la sua carriera di soldato professionista, che alla fine della seconda guerra mondiale lo avrebbe portato ad ottenere il grado di sergente maggiore (novembre 1941) nonché due importanti decorazioni: la Legion d'onore e la Croce di guerra.
Successivamente, frequentò la scuola di formazione per ufficiali a Saint-Louis, in Senegal. Il 7 settembre 1950 Bokassa si trasferì in Indocina come esperto di trasmissioni e venne dislocato a Saigon; il militare centrafricano partecipò ad alcune battaglie della guerra d'Indocina ed il suo periodo di servizio si concluse nel marzo del 1953.
Continuò la sua carriera militare e il 1º luglio 1961 venne promosso al grado di capitano. Lasciò l'esercito francese nel 1962 per arruolarsi nell'esercito della neocostituita Repubblica Centrafricana: data la sua carriera pregressa e complice il fatto di essere cugino del presidente in carica David Dacko e nipote dell'ex primo ministro Barthélemy Boganda, si trovò automaticamente ad essere l’esponente più prestigioso di tale arma, sicché gli venne subito attribuito il grado di comandante e a stretto giro quello di colonnello con funzione di capo di stato maggiore delle forze armate.

### Il governo, la dittatura e l'impero
Divenuto capo indiscusso delle forze armate centrafricane, il 1º gennaio 1966, approfittando di un momento in cui la nazione versava in gravi difficoltà economiche, Bokassa esautorò l'autocratico Dacko con un colpo di Stato (grazie al decisivo appoggio del generale Alexandre Banza, comandante della base militare di Camp Kassaï, a nord-est di Bangui) ed assunse il potere come presidente della Repubblica e capo dell'unico partito politico legalmente ammesso, il Movimento per l'Evoluzione Sociale dell'Africa Nera (MESAN). Il 4 gennaio dello stesso anno Bokassa abolì la costituzione del 1959 ed iniziò a governare per decreto.
Bokassa si preoccupò immediatamente di legittimare il proprio potere a livello internazionale: il primo leader straniero a stringere alleanza con lui, in aprile, fu il presidente del Ciad François Tombalbaye, cui si accodarono presto altri capi di Stato africani. Il dittatore voleva soprattutto accreditarsi come alleato credibile della Francia, dichiarandosi ammiratore del presidente Charles de Gaulle e non perdendo occasione per ribadire di essere cittadino francese. Il governo di Parigi era però reticente ad accordare il proprio sostegno e a nulla valse, il 7 luglio 1966, l'incontro che Bokassa e Banza ebbero col primo ministro Georges Pompidou. Il governo di Bangui a quel punto minacciò di uscire dalla zona del franco CFA e di iniziare a battere la propria moneta, sicché la Francia, pur non credendo alla veridicità del proposito, decise di placare l'animo del dittatore invitandolo in visita ufficiale a Parigi il 17 novembre 1966, gesto che fu interpretato da Bokassa come un'implicita legittimazione del colpo di Stato.
La diffidenza della Francia verso Bokassa sfociava, nella persona di De Gaulle, in aperto disprezzo: il "padre della Quinta Repubblica" infatti si riferiva al dittatore chiamandolo soudard (villano) e couillon (coglione) e non sopportava che costui gli si rivolgesse, nella corrispondenza e durante gli incontri ufficiali, con l'appellativo papa. Nel corso della seconda visita ufficiale a Parigi, nel febbraio 1969, alla richiesta del generale di smetterla di chiamarlo così, Bokassa rispose «d'accord, père» («va bene, padre»). I rapporti non furono idilliaci nemmeno col successore, Pompidou, chiamato da Bokassa frère (fratello), mentre si rivelarono decisamente cordiali con Valéry Giscard d'Estaing, soprannominato cousin (cugino).
Nell'aprile del 1969 Banza tentò di deporre Bokassa con un colpo di Stato, ma il dittatore ne fu informato preventivamente e sgominò il piano tendendo un'imboscata alle forze del suo ministro, che venne subito messo a morte: la posizione del leader centrafricano ne uscì ulteriormente rafforzata. Nel marzo del 1972 si autoproclamò presidente a vita. Scongiurò un altro colpo di Stato nel dicembre del 1974 e sopravvisse ad un attentato alla sua vita realizzato nel febbraio 1976. Dopo l'incontro con il leader libico Gheddafi avvenuto nel settembre del 1976, Bokassa decise di convertirsi all'islamismo e cambiò il suo nome in Salah Eddine Ahmed Bokassa. Si ritiene che questa sia stata una mossa calcolata per avere gli aiuti finanziari libici e non certo dettata da motivi spirituali: a riprova di ciò, riabbracciò infatti il cattolicesimo dopo pochi mesi.
Nel settembre del 1976 Bokassa sciolse il governo e lo rimpiazzò con il Consiglio della rivoluzione centrafricana. Il 4 dicembre 1976, al congresso del MESAN, Bokassa dichiarò la trasformazione della repubblica in monarchia e la nascita dell'Impero Centrafricano. Promulgò una costituzione imperiale, abiurò la fede islamica e il 4 dicembre 1977, esattamente un anno dopo la trasformazione monarchica, si autoproclamò imperatore col nome di Bokassa I, attenendosi ad un solenne rituale: il titolo completo era Empereur de Centrafrique par la volonté du Peuple Centrafricain, uni au sein du parti politique national, le MESAN ("Imperatore del Centrafrica per volere del Popolo Centrafricano, unito nel seno del partito politico nazionale, il MESAN").
La cerimonia dell'incoronazione fu sfarzosa e Bokassa, con in mano lo scettro preziosissimo, emulo di Napoleone I e alla presenza del vescovo di Bangui, suo cugino, cinse la corona da solo: era d'oro massiccio, tempestata da 5000 diamanti e realizzata in Francia come tutti gli altri accessori. Il corteo imperiale era partito dal palazzo del Rinascimento, sede della corte, in direzione della cattedrale: il cocchio, color verde-oro con l'aquila araldica, era trainato da bianchi cavalli normanni e portava la coppia imperiale e il principe ereditario Jean-Bedel di quattro anni; Catherine sfoggiava un manto di ermellino, come il consorte, e un diadema aureo. Concluso il rito, Bokassa I si sedette sul gigantesco trono, a forma di aquila, di bronzo dorato, del peso di due tonnellate e costellato da 785 000 perle e un milione di cristalli. Seguì, infine, il lauto banchetto con le più costose prelibatezze e il personale in costume ottocentesco. Deposta la pesante corona, il monarca indossava un diadema d'oro riproducente un ramoscello di lauro.
Bokassa tentò di giustificare la sua azione con la scusa che creare una monarchia avrebbe aiutato lo Stato centrafricano ad elevarsi dal resto del continente e guadagnarsi il rispetto del mondo. La sua mossa però ebbe solo conseguenze negative: ad esempio, furono spesi più di 20 milioni di dollari per l'incoronazione (che nelle forme volle rispecchiare quella di Napoleone, idolo di Bokassa) e tale perdita, a dispetto del compiacente aiuto francese, aggravò la situazione già miserabile delle finanze centrafricane.
Inoltre, il prestigio tanto agognato non fu affatto raggiunto: nonostante fossero stati diramati moltissimi inviti ufficiali, quasi nessun leader straniero partecipò all'evento: in particolare, nessun altro capo di Stato africano si recò a Bangui, presentendo che la cerimonia avrebbe finito per rinfocolare il pregiudizio razzista verso i "poveri africani capaci solo di emulare i bianchi". Bokassa si era spinto al punto di invitare anche papa Paolo VI, puntando a essere incoronato direttamente da lui: il pontefice, tuttavia, si limitò a inviare il nunzio apostolico Domenico Enrici, che non concelebrò nemmeno la messa d'insediamento. Molti ritengono che Bokassa fosse malato di mente e confrontano le sue stravaganze egoistiche con l'altro ben noto dittatore africano Idi Amin. Come su quest'ultimo, si hanno notizie non confermate che occasionalmente Bokassa avesse mangiato carne umana. Anche se il nuovo impero era nominalmente una monarchia costituzionale, non vennero fatte riforme democratiche di rilievo, ma in compenso rimase ampiamente praticata la soppressione con tutti i mezzi degli oppositori politici.
Le torture erano largamente praticate, con la precisazione che talvolta ci partecipava lo stesso Bokassa. Nonostante fosse una dittatura, la Francia rimase il principale sponsor internazionale di Bokassa. Il presidente francese Valéry Giscard d'Estaing fu un alleato fedele dell'impero e supportò il regime con aiuti finanziari e militari. In cambio Bokassa ospitò molte volte d'Estaing in safari e lo rifornì di uranio, un minerale vitale per il programma nucleare militare francese. Con il passare degli anni, comunque, crebbero le critiche al presidente francese, specie quando venne rivelato che Bokassa gli regalava frequentemente diamanti.

### La caduta

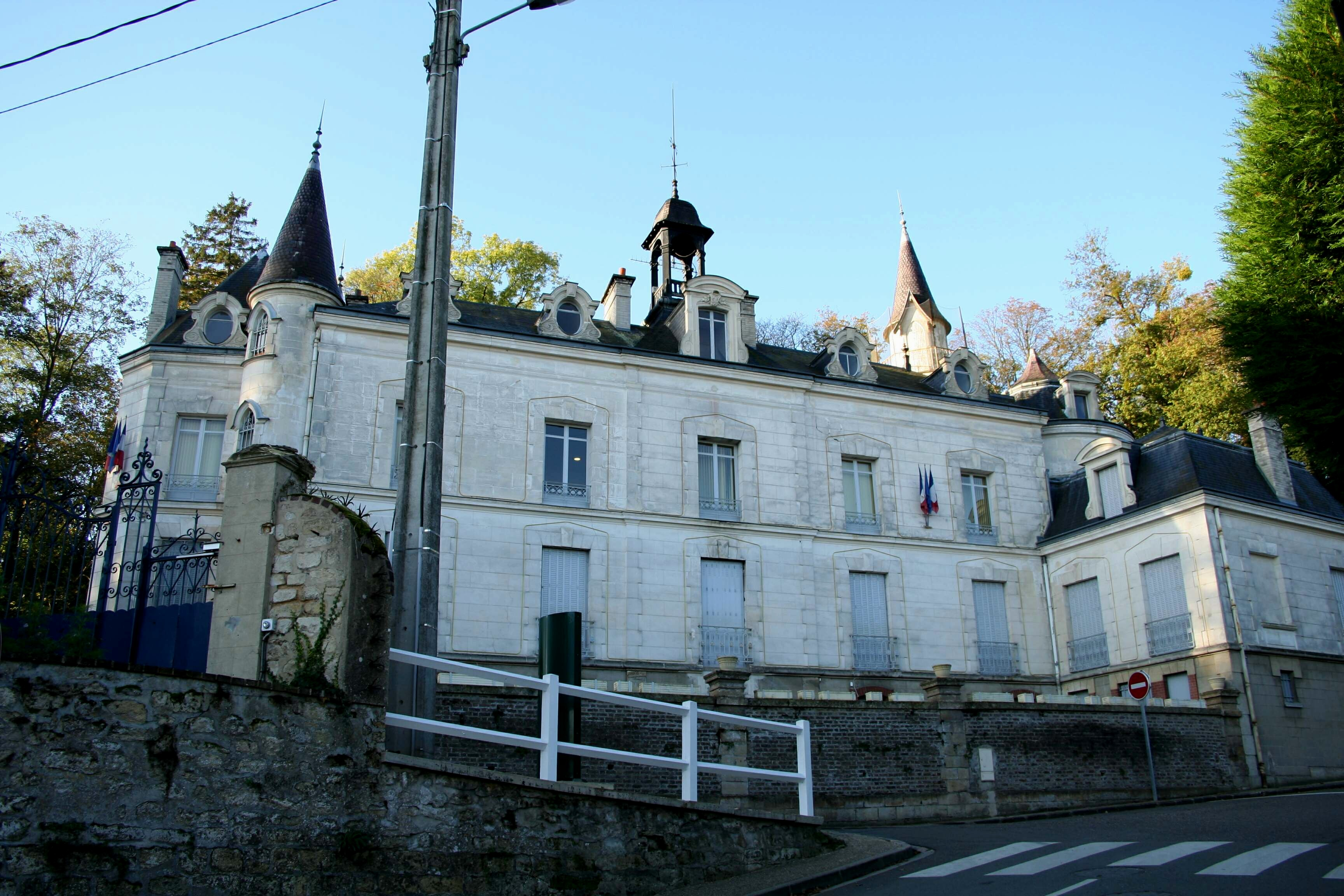
Il castello di Hardricourt, presso Parigi

A partire dal gennaio del 1979 l'aiuto della Francia a Bokassa si interruppe dopo la sommossa di Bangui che portò ad un massacro di civili. Dal 17 al 19 aprile molti studenti vennero arrestati per aver protestato per l'obbligo di utilizzare le costose uniformi scolastiche imposte dal governo ed un centinaio di loro venne ucciso: venne addirittura detto che lo stesso Bokassa avesse partecipato al massacro e che avesse anche mangiato alcuni dei corpi.
L'ex presidente Dacko riuscì ad ottenere l'aiuto del governo francese e riuscì ad organizzare un colpo di Stato il 20 settembre 1979 utilizzando truppe di Parigi mentre Bokassa era in Libia: l'operazione Barracuda (così venne chiamato l'intervento, definito da Bokassa: «l'ultima spedizione coloniale francese») venne diretta con successo dal diplomatico francese Jacques Foccart.
Dacko rimase in carica come presidente fino a quando non venne rovesciato il 20 settembre 1981 da André Kolingba. Bokassa, frattanto, si era rifugiato in Costa d'Avorio, dove sarebbe rimasto per quattro anni. Un tribunale nazionale lo condannò a morte in contumacia nel dicembre del 1980 e tale provvedimento venne sponsorizzato e approvato da molti ex rivali politici del tiranno.
Nel 1985 Bokassa si trasferì in Francia, a 40 km da Parigi, dove gli venne concessa ospitalità per i suoi trascorsi nell'esercito. Risiedette con la numerosa famiglia nel castello di Hardricourt, ricostruito nell'Ottocento, che aveva acquistato. Il 24 ottobre del 1986 Bokassa fece inaspettatamente ritorno nel suo Paese, lanciandosi in paracadute da un aereo: nelle settimane precedenti, alcuni oppositori di Kolingba lo avevano contattato, informandolo di un imminente colpo di Stato in Repubblica Centrafricana e proponendogli di ritornare al potere, a patto che avesse garantito il mantenimento di relazioni fra il nuovo governo e la Francia. L'operazione fu un fallimento e poco dopo Bokassa venne arrestato e processato per alto tradimento, assassinio, cannibalismo ed appropriazione indebita.
Seguì il processo. Dopo alcuni mesi, Bokassa fu scagionato dalle accuse di cannibalismo, ma fu comunque condannato a morte il 12 giugno 1987. La pena fu commutata in ergastolo nel febbraio del 1988 e poi ancora ridotta a venti anni di carcere.
Con il ritorno della democrazia nel 1993, Kolingba concesse un'amnistia generale per tutti i condannati come uno degli ultimi atti della sua presidenza e Bokassa fu rilasciato il 1º agosto dello stesso anno, vivendo i suoi ultimi anni da uomo libero in una villa alla periferia di Bangui. A coloro che vennero ad intervistarlo parlò di un incontro segreto con il Papa, che a suo dire lo aveva incaricato, negli anni in cui era regnante, di una nuova evangelizzazione del continente africano. Dichiarò anche di sentirsi tradito da quella Francia per la quale aveva combattuto da giovane.
Morì di infarto a Bangui il 3 novembre del 1996, all'età di 75 anni. L'ex imperatore fu sepolto tra le rovine del suo palazzo di Berengo, a Bobangui (suo villaggio natale, a 65 km da Bangui), sotto un padiglione di legno vigilato da una statua che lo ritrae. Il capo della casa imperiale Bokassa, in esilio in Francia, è il principe della corona e imperatore titolare Jean-Bedel Bokassa II, figlio dell'ex imperatrice Catherine, che, bambino in uniforme, aveva partecipato con i genitori alla spettacolare incoronazione del 1977.

## Ascendenza
Il più remoto antenato di Bokassa era Dobogon Gbo Hosegoton Bokassa, un uomo vissuto probabilmente nel XVII secolo. Lo stesso imperatore Bokassa era figlio di Mindogon Mbougdoulou, un nobile tribale che regnava sul loro luogo di nascita e che era sposato con Marie Yokowo. Probabilmente altri lontani parenti esistono dal lato degli zii di Bokassa, gli altri figli di suo nonno Mbalanga che ha avuto un totale di 31 figli.

## Discendenza
Bokassa ha avuto 40 figli dalle sue 19 mogli. Tra questi ci sono:
- Georges Bokassa, 24 dicembre 1949. Ex ministro del governo del padre[senza fonte] ma mai legittimato al trono perché considerato debole. Tra gli altri, è il padre di Romuald Bokassa e Estelle-Marguerite Bokassa.
- Martine Bokassa, nata il 2 febbraio 1953. Lei stessa è madre di sei figli, tra cui Jean-Barthélémy Dédéavode-Bokassa e Marie Catherine Yokowo Dédéavode-Bokassa.
- Jean-Serge Bokassa, nato il 25 febbraio 1971. Dal 2016 è Ministro dell'interno della Repubblica Centrafricana[30] e tra il 2012 e il 2013 è stato Ministro della gioventù e dello sport.[31]
- Jean-Bédel Bokassa Jr., nato il 2 novembre 1973, ex-principe della Corona ed attuale capo del Casato di Bokassa[30] come Jean-Bédel Bokassa II. Fu scelto nonostante avesse diversi fratelli e fratellastri più grandi. Ricopre il grado di Caporale Maggiore presso il 13º Battaglione degli Inseguitori Alpini (BCA) di Chambéry.
- Kiki Bokassa, un artista.
- Lucienne Bokassa-Barbier-Mueller.

Bokassa adottò anche diversi bambini, tre dei quali erano africani e uno vietnamita.